# Generalni direktorat za prevajanje
Generalni direktorat za prevajanje (angl. Directorate-General for Translation) je služba Evropske komisije, ki prevaja pisne dokumente v 24 uradnih jezikov Evropske unije ali iz njih. Deluje v Bruslju in Luksemburgu.  
Interno posluje v angleščini, nemščini in francoščini. Razdeljen je v štiri direktorate (direktorati A, B, C in D). Znotraj teh ima vsak od jezikov svoj oddelek. Poleg direktoratov za prevajanje delujeta še Direktorat R (viri) in Direktorat S (stiki s strankami). Prvi skrbi za kadrovske, finančne in administrativne zadeve, druga pa je pristojen za stike s strankami, organizacijo in potek dela, upravljanje povpraševanja ter kontrolo kakovosti prevodov.  
Glavnina dokumentov prihaja s področja ekonomije, politike in prava. Jezikovni oddelki so specializirani za določena področja.  

## Vodstvo
Njegov generalni direktor je Rytis Martikonis. Sodi pod pristojnost Johannesa Hahna, komisarja za proračun in upravo (mandat 2019–2024).  